# سيرنوسكو سول نافيجليو
سيرنوسكو سول نافيجليو (بالإنجليزية: Cernusco sul Naviglio)‏ (النطق الإيطالي: [tʃerˈnusko sul naˈviʎʎo] ؛ لومبارد: Cernusch ، وضوحا [terˈnysk]) هي بلدة ومدينة في مدينة ميلان، لومباردي، شمال غرب إيطاليا. يبلغ عدد سكانها 33،436 نسمة اعتبارًا من عام 2015 وهي أكبر بلدية في المرتبة الرابعة عشرة في المدينة الكبرى.
تقع على بعد 11 كيلومترًا (6.8 ميل) شمال شرق ميلانو على طول نافيجليو مارتيسانا ، والتي تعطي المدينة اسمها.

## جغرافيا
تبلغ مساحة بلدية سيرنوسكو سول نافيجليو 13.33 كيلومتر مربع (5 أميال مربعة) بمتوسط ارتفاع 133 مترًا فوق مستوى سطح البحر. تضم البلدية المنطقة الحضرية الرئيسية في Cernusco و frazione Ronco على الحدود الشرقية للمنطقة البلدية ، بالإضافة إلى بعض بيوت المزارع التقليدية (cassin في لومبارد) التي لا تزال غير متاخمة لأجزاء حضرية أخرى من البلدية.